# Canton de Châteaurenard
Ne doit pas être confondu avec Canton de Château-Renard.
Le canton de Châteaurenard est une circonscription électorale française située dans le département des Bouches-du-Rhône, dans l'arrondissement d'Arles. À la suite du redécoupage cantonal de 2014, les limites territoriales du canton sont remaniées. Le nombre de communes du canton passe de 6 à 15.

## Histoire
Le canton de Châteaurenard a été créé en 1888.
Un nouveau découpage territorial des Bouches-du-Rhône entre en vigueur à l'occasion des élections départementales de mars 2015, défini par le décret du 27 février 2014, en application des lois du 17 mai 2013 (loi organique 2013-402 et loi 2013-403). Les conseillers départementaux sont, à compter de ces élections, élus au scrutin majoritaire binominal mixte. Les électeurs de chaque canton élisent au Conseil départemental, nouvelle appellation du Conseil général, deux membres de sexe différent, qui se présentent en binôme de candidats. Les conseillers départementaux sont élus pour 6 ans au scrutin binominal majoritaire à deux tours, l'accès au second tour nécessitant 12,5 % des inscrits au 1er tour. En outre la totalité des conseillers départementaux est renouvelée. Ce nouveau mode de scrutin nécessite un redécoupage des cantons dont le nombre est divisé par deux avec arrondi à l'unité impaire supérieure si ce nombre n'est pas entier impair, assorti de conditions de seuils minimaux. Dans les Bouches-du-Rhône, le nombre de cantons passe ainsi de 57 à 29. Le nombre de communes du canton de Châteaurenard passe de x à 15.
Le nouveau canton de Châteaurenard est formé de communes des anciens cantons de Châteaurenard (6 communes), de Tarascon (3 communes), d'Orgon (5 communes) et de Saint-Rémy-de-Provence (1 commune). Le canton est entièrement inclus dans l'arrondissement d'Arles. Le bureau centralisateur est situé à Châteaurenard.

## Représentation

### Conseillers généraux de 1833 à 2015
| Période         | Période      | Identité                                                | Étiquette               | Qualité |
| --------------- | ------------ | ------------------------------------------------------- | ----------------------- | --- |
| 1833            | 1845         | Antoine Rassis (1769-1857)                              |                         | Magistrat de sûreté, substitut du Procureur, maire de Noves                                                                           |
| 1845            | 1852         | Frédéric Rassis (1808-1888)-(fils du précédent)         |                         | Avocat, propriétaire, maire de Noves                                                                                                  |
| 1852            | 1870         | Marquis Etienne Léon de Robin de Barbentane (1810-1878) |                         | Avocat, propriétaire, maire de Barbentane, conseiller d'arrondissement                                                                |
| 1870            | 1871         | Gratien Masclé (1816-1889)                              |                         | Docteur en médecine Maire de Châteaurenard                                                                                            |
| 1871            | 1879 (décès) | Baron Alfred de Chabert (1821-1879)                     | Droite légitimiste      | Propriétaire à Barbentane et à Bey (Saône-et-Loire)                                                                                   |
| 1880            | 1889         | Antoine Lagnel                                          | RRRS                    | Maire de Noves, député (1889-1898) |
| 1889            | 1901         | Comte Pierre Terray                                     | Monarchiste puis Rallié | Maire de Barbentane (1885-1917) |
| 1901            | 1919         | Victor Jean                                             | Socialiste puis Rad.    | Avocat à Arles Député (1919-1928) |
| 1919            | 1931         | Auguste Chapelle                                        | Rad.                    | Maire de Châteaurenard |
| 1931            | 1940         | Ernest Genevet                                          | Rad.                    | Pharmacien Maire de Châteaurenard |
|                 |              |                                                         |                         | |
| 1943            | 1945         | Henri Fléchon                                           |                         | Négociant expéditeur Maire de Châteaurenard Nommé conseiller départemental en 1943                                                    |
|                 |              |                                                         |                         | |
| 1945            | 1951         | Jacques Trouillet                                       | Rad.                    | Expéditeur à Châteaurenard |
| 1951            | 1958         | Comte Arnold de Waresquiel (1917-1995)                  | DVD                     | Propriétaire, Président des œuvres hospitalières de l'Ordre de Malte Maire de Barbentane (1945-1953) Apparenté au comte Pierre Terray |
| 1958            | 1965 (décès) | Jacques Trouillet                                       | Rad.                    | Expéditeur à Châteaurenard |
| 16 février 1966 | 1982         | Robert Marignan                                         | Rad. puis UDF-Rad.      | Pharmacien Sénateur (1955-1959) Maire de Châteaurenard                                                                                |
| 1982            | 2001         | Roland Inisan                                           | UDF-PR                  | Agent immobilier Premier Adjoint au Maire de Châteaurenard                                                                            |
| 2001            | 2015         | Anne-Marie Ayme-Bertrand                                | DVD puis UMP            | Exploitante agricole Ancien maire de Rognonas (1988-2001)                                                                             |

### Conseillers d'arrondissement (de 1833 à 1940)
Le canton de Châteaurenard avait deux conseillers d'arrondissement jusqu'en 1871.
| Période                                  | Période           | Identité                                    | Étiquette       | Qualité |
| ---------------------------------------- | ----------------- | ------------------------------------------- | --------------- | --- |
| 1833                                     | 1836              | Jean Pierre Muratori (1789-1863)            |                 | Chapelier à Châteaurenard                                                                                   |
| 1833                                     | 1836              | M. Pélissier                                |                 | Officier de santé à Châteaurenard                                                                           |
| 1836                                     | 1842              | Joseph Agricol de Bonet d'Oléon (1795-1876) |                 | Propriétaire à Rognonas                                                                                     |
| 1836                                     | 1848              | Jean Joseph Masclé                          |                 | Propriétaire à Châteaurenard                                                                                |
| 1842                                     | 1852              | Marquis Étienne Léon de Robin de Barbentane |                 | Propriétaire à Barbentane                                                                                   |
|                                          |                   |                                             |                 | |
| 1852                                     |                   | Joseph de Villelle                          |                 | Maire de Châteaurenard                                                                                      |
| 1852                                     |                   | Baron Edouard de Réginel (1819-1899)        |                 | Capitaine du Génie, propriétaire rentier à Eyragues                                                         |
|                                          |                   |                                             |                 | |
| 1871                                     |                   | Gabriel Vigne (1829-1881)                   |                 | Banquier, propriétaire à Châteaurenard                                                                      |
|                                          |                   |                                             |                 | |
| 1880                                     | 1894 (annulation) | Anicet Mouchet                              | Républicain     | Propriétaire, inspecteur départemental des enfants employés                                                 |
| 1894                                     | 1898              | Étienne Chastroux                           | Républicain     | Chemisier à Eyragues                                                                                        |
| 1898                                     | 1903 (démission)  | M. Delay                                    | Conservateur    | |
| 1904                                     | 1910              | M. Gauthier                                 | Conservateur    | Médecin à Châteaurenard                                                                                     |
| 1910                                     | 1919              | Pierre Aubert                               |                 | Expéditeur de primeurs                                                                                      |
| 1919                                     | 1928              | Joseph Dijon                                |                 | Cultivateur et négociant à Graveson                                                                         |
| 1928                                     | 1934              | Henri Ardigier (1871-1949)                  | SE              | Propriétaire, maire de Barbentane (1929-1941)                                                               |
| 1934                                     | 1940              | Daniel Cruvelier (1880-1951)                | Union nationale | Industriel, Président du conseil d'administration des Établissements Cruvelier Molland et Cie à Noves       |
| 1940                                     |                   |                                             |                 | Les conseils d'arrondissement ont été suspendus par la loi du 12 octobre 1940 et n'ont jamais été réactivés |
| Les données manquantes sont à compléter. |                   |                                             |                 | |

### Conseillers départementaux après 2015
| Période élective | Période élective | Mandat | Mandat   | Identité        | Nuance | Nuance | Qualité |
| ---------------- | ---------------- | ------ | -------- | --------------- | ------ | ------ | --- |
| 2015             | 2021             | 2015   | 2021     | Corinne Chabaud |        | LR     | Maire de Mollégès (depuis 2020) Présidente de la Communauté d'agglomération Terre de Provence (depuis 2020) Conseillère départementale déléguée aux domaines départementaux, aux espaces naturels, à la chasse et la pêche |
| 2015             | 2021             | 2015   | 2021     | Lucien Limousin |        | LR     | Maire de Tarascon (depuis 2014) 15ème Vice-Président du conseil départemental délégué à l'agriculture et aux territoires hors de la métropole Aix-Marseille-Provence                                                       |
| 2021             | 2028             | 2021   | en cours | Corinne Chabaud |        | LR     | Conseillère sortante |
| 2021             | 2028             | 2021   | en cours | Lucien Limousin |        | LR     | Conseiller sortant, 4ème Vice-Président du conseil départemental |

### Résultats détaillés

#### Élections de mars 2015
À l'issue du 1er tour des élections départementales de 2015, deux binômes sont en ballottage : Frédéric Laupies et Françoise Terminet (FN, 44,29 %) et Corinne Chabaud et Lucien Limousin (Union de la Droite, 31,28 %). Le taux de participation est de 52,66 % (27 141 votants sur 51 541 inscrits) contre 48,55 % au niveau départemental et 50,17 % au niveau national.
Au second tour, Corinne Chabaud et Lucien Limousin (Union de la droite) sont élus avec 52,10 % des suffrages exprimés et un taux de participation de 56,12 % (13 959 voix pour 28 924 votants et 51 535 inscrits).

#### Élections de juin 2021
Le premier tour des élections départementales de 2021 est marqué par un très faible taux de participation (33,26 % au niveau national). Dans le canton de Châteaurenard, ce taux de participation est de 35,86 % (18 707 votants sur 52 167 inscrits) contre 32,44 % au niveau départemental. À l'issue de ce premier tour, deux binômes sont en ballottage : Corinne Chabaud et Lucien Limousin (Union au centre et à droite, 35,73 %) et Chantal Alex et Jean-Guillaume Remise (RN, 32,87 %).
Le second tour des élections est marqué une nouvelle fois par une abstention massive équivalente au premier tour. Les taux de participation sont de 34,3 % au niveau national, 35,52 % dans le département et 38,29 % dans le canton de Châteaurenard. Corinne Chabaud et Lucien Limousin (Union au centre et à droite) sont élus avec 56,88 % des suffrages exprimés (10 700 voix pour 19 983 votants et 52 191 inscrits),,. 

## Composition

### Composition avant 2015

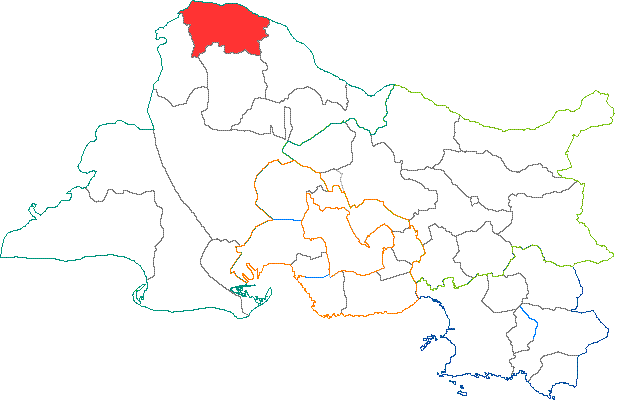
Situation du canton de Châteaurenard dans le département des Bouches-du-Rhône avant 2015.

Le canton de Châteaurenard était composé de six communes.
| Nom                       | Code Insee | Codepostal | Superficie (km2) | Population (dernière pop. légale) | Densité (hab./km2) |
| ------------------------- | ---------- | ---------- | ---------------- | --------------------------------- | ------------------ |
| Châteaurenard (chef-lieu) | 13027      | 13160      | 34,95            | 14 928 (2010)                     | 427                |
| Barbentane                | 13010      | 13570      | 27,13            | 3 877 (2012)                      | 143                |
| Eyragues                  | 13036      | 13630      | 20,78            | 4 178 (2012)                      | 201                |
| Graveson                  | 13045      | 13690      | 23,54            | 4 271 (2012)                      | 181                |
| Noves                     | 13066      | 13550      | 27,92            | 5 293 (2012)                      | 190                |
| Rognonas                  | 13083      | 13870      | 9,41             | 4 024 (2012)                      | 428                |

### Composition à partir de 2015
Le nouveau canton de Châteaurenard comprend quinze communes entières.
| Nom                                   | Code Insee | Intercommunalité                   | Superficie (km2) | Population (dernière pop. légale) | Densité (hab./km2) | Modifier                                    |
| ------------------------------------- | ---------- | ---------------------------------- | ---------------- | --------------------------------- | ------------------ | ------------------------------------------- |
| Châteaurenard (bureau centralisateur) | 13027      | CA Terre de Provence               | 34,95            | 16 668 (2022)                     | 477                | modifier les données · modifier les données |
| Barbentane                            | 13010      | CA Terre de Provence               | 27,13            | 4 262 (2022)                      | 157                | modifier les données · modifier les données |
| Boulbon                               | 13017      | CA Arles-Crau-Camargue-Montagnette | 19,33            | 1 531 (2022)                      | 79                 | modifier les données · modifier les données |
| Cabannes                              | 13018      | CA Terre de Provence               | 20,91            | 4 576 (2022)                      | 219                | modifier les données · modifier les données |
| Eyragues                              | 13036      | CA Terre de Provence               | 20,78            | 4 289 (2022)                      | 206                | modifier les données · modifier les données |
| Graveson                              | 13045      | CA Terre de Provence               | 23,54            | 4 743 (2022)                      | 201                | modifier les données · modifier les données |
| Maillane                              | 13052      | CA Terre de Provence               | 16,77            | 2 779 (2022)                      | 166                | modifier les données · modifier les données |
| Mollégès                              | 13064      | CA Terre de Provence               | 14,20            | 2 651 (2022)                      | 187                | modifier les données · modifier les données |
| Noves                                 | 13066      | CA Terre de Provence               | 27,92            | 5 918 (2022)                      | 212                | modifier les données · modifier les données |
| Plan-d'Orgon                          | 13076      | CA Terre de Provence               | 14,94            | 3 562 (2022)                      | 238                | modifier les données · modifier les données |
| Rognonas                              | 13083      | CA Terre de Provence               | 9,41             | 4 186 (2022)                      | 445                | modifier les données · modifier les données |
| Saint-Andiol                          | 13089      | CA Terre de Provence               | 16,00            | 3 369 (2022)                      | 211                | modifier les données · modifier les données |
| Saint-Pierre-de-Mézoargues            | 13061      | CA Arles-Crau-Camargue-Montagnette | 4,13             | 228 (2022)                        | 55                 | modifier les données · modifier les données |
| Tarascon                              | 13108      | CA Arles-Crau-Camargue-Montagnette | 73,97            | 15 525 (2022)                     | 210                | modifier les données · modifier les données |
| Verquières                            | 13116      | CA Terre de Provence               | 4,59             | 775 (2022)                        | 169                | modifier les données · modifier les données |
| Canton de Châteaurenard               | 1307       |                                    | 328,57           | 75 062 (2022)                     | 228                | modifier les données                        |

## Démographie

### Démographie avant 2015
| 1962   | 1968   | 1975   | 1982   | 1990   | 1999   | 2006   | 2011   | 2012   |
| ------ | ------ | ------ | ------ | ------ | ------ | ------ | ------ | ------ |
| 21 539 | 23 153 | 24 810 | 26 366 | 28 698 | 31 791 | 34 499 | 36 998 | 37 577 |

### Démographie depuis 2015
En 2022, le canton comptait 75 062 habitants, en évolution de +3,48 % par rapport à 2016 (Bouches-du-Rhône : +2,48 %, France hors Mayotte : +2,11 %).
| 2013   | 2018   | 2022   |
| ------ | ------ | ------ |
| 70 153 | 73 603 | 75 062 |